# 黃宏發
黃宏發，OBE，JP（1943年12月11日—），香港政界人物、新界太平紳士，出生於上海，成長於香港，曾任多屆香港立法會議員，前香港行政局議員，香港立法局末任主席（1995年－1997年），現為新界鄉議局當然執委。他是唯一一位獲民主派支持的立法局主席。他已婚，育有兩女一子。

## 簡歷

### 早年經歷
黃宏發於1943年生於上海，其後移居香港九龍大磡村。他早年就讀永康中學附屬小學、聖類斯中學（小學部；小五及小六寄宿）、聖類斯中學（1961年中五）以及香港華仁書院（1963年中七）。中學階段與同學組織兒童會和參與足球活動。在香港華仁書院就讀期間，他有修讀英國文學科，並跟隨該校神父唐安石學習。唐安石為翻譯唐詩至英文的名家，他令黃宏發逐漸對文學感興趣，並於香港大學一年級時選修英文、中國文學史及翻譯，其後全部主修英文及英國文學。1967年從香港大學畢業後（二級榮譽文學士資格），他於1968年取得美國雪城大學公共行政學碩士學位。黃宏發是創立香港中文大學政治及行政學系的其中一人，並任高級講師長達三十年，獲名譽教授名銜後退休。此外，他也曾於1970年代主持時事討論節目《觀點與角度》及《針鋒相對》（由《城市論壇》取代）。

### 參政生涯
1981年，黃宏發獲政府委任為第一屆沙田區議會議員，為其首次進入政界。
1985年香港立法局選舉，是香港首次舉行香港立法局的間接選舉，黃宏發在這次選舉亦首次當選為立法局議員，在選舉團間接選舉新界(東)選區中黃宏發以29票擊敗彭鏗然（25票）等4位對手取得議席。選舉團的成員，包括了所有市政局、區域市政局及區議會的議員。
1988年香港立法局選舉，投票方法改為「按選擇次序淘汰」的制度，黃宏發角逐連任新界東選區，以30票撃敗唯一對手賴錦璋（25票）當選。
1991年香港立法局選舉，選舉首次改為地區直接選舉並採用「雙議席雙票制」，全港被分成9個選區，黃宏發繼續在新界東選區出戰，最後在7位候選人中以39,806票取得次席位置當選，另一當選人為取得46,515票的獨立民主派候選人劉慧卿。
1995年香港立法局選舉是香港作為英國殖民地的最後一次立法局選舉，同時也是首次取消全部委任議席的選舉，新界由4個選區分拆成9個選區，黃宏發亦改為在新界東南選區爭取連任，最終以23,666票（47.1%）擊敗蟻聯候選人高秉忠（13,828票）及民建聯候選人溫漢璋（11,987票）當選。同年10月，黃宏發更當選為香港英國管治時代最後一屆立法局主席，也成為唯一一位民主派的立法局主席。1996年7月开始，黃宏發开始以粤语主持立法局会议，成为首位以粵語主持會議的香港立法機關主席。
1996年，時值香港主權移交前夕，中華人民共和國政府單方面另立的臨時立法會，議員任期由1997年1月25日至1998年6月30日。但港英政府不承認臨立會之合法性，視之為非法組織，在香港舉行會議可被控非法集會。因此主權移交前，臨立會在深圳開會，與立法局分庭抗禮，而黃宏發等身兼兩職的議員不時需要中港兩邊走。黃宏發亦同時參與角逐臨立會主席，最終不敵范徐麗泰。
1997年初，立法局主席黃宏發把《會議常規》小冊子送給27名臨時立法會議員，招致批評，有立法局議員認為他做法欠妥當，認為他不可以自己的身份，拿取以公帑印製的財物再以私人身份送給別人，並擔心機密資料外洩。面對批評，他解釋道因為有閒置的小冊子所以給他們，但不會印製新小冊子給他們。立法局議員謝永齡將在沙田區收集得的900名市民簽名交給黃，要求他交代參加臨時立法會的原因。
1997年6月28日，立法局主席黃宏發宣佈「本局休會，待續無期。I now adjourn the Council, sine die.」，議員全部「落車」。7月1日，黃宏發在凌晨二時四十五分於香港會議展覽中心參與主權移交後臨時立法會在香港本土舉行的第一次會議。
1998年香港立法會選舉，黃宏發再度參加新界東選區直選，以獨立人士身份取得44386票（13.43%），奪下第四個議席當選。然而，第一屆香港立法會在建制派佔多數下，獲民主派支持的黃宏發再次被范徐麗泰擊敗，自此失落主席位置。
2000年香港立法會選舉，黃宏發競逐連任，以44,899票（14.59%）取得新界東選區第四個議席位置，為當時唯一一位獨立無黨派的民選立法會議員。12月，黃宏發參加親友婚禮後獨自駕車，在九龍太子道東失事，後來在法院承認不小心駕駛及未能提供酒精測試樣本罪，被判罰款及暫停駕駛執照，形象因此受損。
2003年，黃宏發推出「發叔同你ICQ」活動，在網上以即時通訊軟件ICQ，在固定時間與市民聊天，開創先河。
2004年香港立法會選舉，黃宏發再度以獨立人士身份參選，這次他在新界東選區只能取得23,081票（5.36%）而連任失敗，與最後一名當選者民建聯李國英所取得的33,862票（7.86%）有一大段距離，自此黃宏發亦未有再參選立法會選舉並結束其近20年的議員生涯。

## 言论
2019年5月，黄宏发在评论香港逃犯条例争议时，认为民主派的涂谨申主持召开法案委员会是合法行为，而内务委员会发出指引撤换涂謹申的行为“荒谬”。他也认为，建制派与民主派应协商解决目前的冲突。後來政府於6月宣佈草案修訂將會暫緩，黃表示根據議事規則，立法會草案並無“暫緩”之說，只有“撤回”或“押後審議”。對此政府及現屆立法會並沒有回應。

## 評價
評價方面，黃宏發在立法會內出席率達100%，但他全年沒有提出任何動議及質詢，又屢次缺席投票；但他热衷于参加制定法案的辩论和提出各种修正案，屡次被大多数议员压倒性否决仍乐此不疲，例如2003年7月9日他提出废除《2003年選舉管理委員會（選舉程序）（區議會）（修訂）規例》，只获得霍震霆和胡经昌两位议员的支持；但人稱「發叔」的黃宏發富學問和親切。
黃宏發對香港基本法、議會法、弗里德里希·哈耶克、卡爾·波普爾及老子的講學，影響不少門生，政界皆不少發叔門生。他又曾將老子《道德經》關於統治的內容譯為白話文，印於月曆送給高官。

## 外部連結
- 黃宏發個人網頁 （页面存档备份，存于）
- 黃宏發唐詩翻譯網誌 （页面存档备份，存于）

| 前任者： 施偉賢 | 立法局主席 1995年－1997年 | 繼任者：范徐麗泰 (臨時立法會主席) |